# Ustrój polityczny Estonii
Estonia jest krajem demokratycznym, w którym występuje wielopartyjny parlamentarno-gabinetowy system rządów. Występuje tu trójpodział i równowaga władz, władza ustawodawcza znajduje się w rękach jednoizbowego parlamentu. Egzekutywa jest dualistyczna – składa się z prezydenta i rządu, a wymiar sprawiedliwości sprawowany jest przez niezawisłe sądy.

## Zarys historii ustroju
24 lutego 1918 r. proklamowana została niepodległość Estonii. Od tego czasu w kraju dokonało się bardzo wiele w dziedzinie kształtowania ustroju państwowego. W ciągu 22 lat (1918-1940) istnienia niepodległej Estonii jej ustrój przeżywał szybką ewolucję.
W dniach 5–7 kwietnia 1919 r. odbyły się w Estonii wybory do Zgromadzenia Ustawodawczego (Asutarkogu). Znaczną przewagę w tych wyborach uzyskały partie lewicowe (Partia Pracy, socjaldemokracja, rewolucjoniści). 4 czerwca konstytuanta estońska uchwaliła tymczasową konstytucję. Rzeczą charakterystyczną było to, że akt ten nie ograniczał się wyłącznie do ogólnego określenia ustroju i organów władzy, ale normowała również sprawy, które zwykle ustanawiane są dopiero w konstytucji (gwarancje swobód obywatelskich, prawa mniejszości narodowych). Dlatego też kształt przyszłej konstytucji Estonii był już częściowo ukształtowany w akcie tymczasowym.
Uchwalona 15 czerwca 1920 r. Konstytucja Republiki Estońskiej na plan pierwszy wysuwała przewodnią rolę narodu w życiu politycznym kraju. Akt ten przewidywał rozległą rolę i kompetencje władzy ustawodawczej, która miał sprawować parlament – Riigikogu, wybierany na 3-letnią kadencję. Parlament sprawował pełną kontrolę nad rządem, wybierał dowództwo armii, sprawował nadzór nad sądownictwem.
Konstytucja z 1920 r. nie przewidywała instytucji prezydenta. Głową państwa był naczelnik (Riigvanem), którym był aktualnie urzędujący premier. Władzę wykonawczą sprawował rząd na czele właśnie z premierem, którego pozycja była jednak słaba. Był on tylko swoistym primus inter pares wobec ministrów, których bezpośrednio mianował Riigikogu. Rząd był więc niemal całkowicie podległy parlamentowi, co uwidoczniło się w praktyce politycznej, kiedy to poszczególne frakcje parlamentarne wywierały naciski na ministrów, co z kolei powodowało niestabilność systemu.
Władzę sądowniczą sprawowały „niezależne w swej działalności” sądy, jednak sędziowie wybierani byli przez Riigikogu. Supremacja parlamentu uwidaczniała się również w fakcie, że wydawał on nawet rozporządzenia wykonawcze do ustaw.
Kolejną charakterystyczną cechą konstytucji z 1920 r. była duża rola demokracji bezpośredniej. Z inicjatywą ludowoustawodawczą mógł wystąpić naród, zbierając tylko 25 tys. podpisów pod projektem ustawy. Taki projekt był poddawany pod głosowanie w parlamencie, a w przypadku odrzucenia ustawy projekt był poddawany pod referendum. Gdy obywatele poparli projekt, nabierał on mocy prawnej, a jednocześnie prowadziło to do rozwiązania Riigikogu.
Bardzo daleko szły prawa mniejszości narodowych, które od zawsze stanowiły w Estonii znaczną część społeczeństwa. Mniejszości mogły tworzyć autonomiczne instytucje, ponadto Niemcy, Szwedzi i Rosjanie (najliczniejsze mniejszości) mogły wobec instytucji państwowych używać swego języka ojczystego.
W przeciwieństwie do innych państw, w owym czasie rozdrobnienie polityczne nie miało w Estonii tak drastycznego charakteru. W roku 1932 w kraju istniało zaledwie 6 frakcji parlamentarnych reprezentujących interesy robotników, przedsiębiorców i chłopów. Jednak podobnie jak inne kraje, trapiła Estonię niestabilność systemu politycznego. Średnia długość trwania gabinetu wynosiła ok. 8 miesięcy.
Wobec rosnącego niezadowolenia uznano, że nieuniknione są zmiany w konstytucji, która dawała zbyt daleko idącą dominację parlamentowi. Jednak dwa projekty nowej konstytucji, przygotowane przez lewicowy w większości parlament w 1932 roku, upadły w referendum. Dopiero projekt przygotowany przez skrajnie prawicową organizację EVL (Eesti Vabadussojalaste – Związek Uczestników Wojny Wyzwoleńczej) zyskał zdecydowane poparcie społeczeństwa. Nowa konstytucja weszła w życie 24 stycznia 1934 r. Oddawała ona niemal pełnię władzy prezydentowi, wybieranemu przez lud na pięć lat. Rząd był właściwie organem wykonawczym prezydenta, również kompetencje parlamentu zostały ograniczone w sposób radykalny. Prezydentem wybrano przywódcę prawicowego Związku Agrariuszy – Konstantina Pätsa. Nowy prezydent z czasem zyskał niemal całkowitą władzę, praktyka polityczna pokazała, że Päts zmierza do rozszerzenia swych kompetencji. Doszło do tego, że Riigikogu przestał obradować, a w kraju wprowadzono stan wyjątkowy. Dopiero na początku roku 1937 z inicjatywy prezydenta rozpoczęło pracę powołane w powszechnych wyborach Zgromadzenie Narodowe mające na celu uchwalenie nowej konstytucji. Akt ten uchwalony został 28 lipca 1937 roku, a wszedł w życie z początkiem roku 1938. Na jego mocy Estonia pozostawała republiką, utrzymana została instytucja prezydenta wybieranego w wyborach powszechnych na 6 lat. Prezydent powoływał rząd, zaś dwuizbowy parlament wybierany był co 5 lat. Konstytucja ta miała charakter umiarkowany. Z jednej strony ostatecznie likwidowała dominację Riigikogu, z drugiej zaś kładła kres wszechwładzy prezydenta.
Od roku 1940 Estonia weszła w skład Związku Radzieckiego. Jej niezależność została przywrócona dopiero w roku 1991, kiedy to kraj ten odłączył się od rozpadającego się ZSRR. Niepodległość Republiki Estonii proklamowano 20 sierpnia 1991 r.

## Konstytucja
Konstytucja Republiki Estońskiej została przyjęta 28 czerwca 1992 r. poprzez referendum, które zostało rozpisane na podstawie przepisów ustawy zasadniczej z 1938 r. Jest ona spisana w jednym akcie prawnym, składającym się z preambuły i 15 rozdziałów.
Art. 1 Konstytucji mówi: „Estonia jest niepodległą i suwerenną republiką demokratyczną, w której najwyższa władza należy do narodu. Niepodległość i suwerenność Estonii jest nieprzemijająca i niezbywalna.” Oprócz tego podstawowymi zasadami ustroju są według ustawy zasadniczej: „podział władz (§ 4), legalizm (polegający na sprawowaniu władzy państwowej wyłącznie na podstawie Konstytucji i zgodnych z nią ustaw – § 3) oraz uznanie powszechnych norm i zasad prawa międzynarodowego za nierozłączną część systemu prawnego Estonii (§ 3).” Cechą charakterystyczną jest brak zasady państwa prawa.
Naród sprawuje swą suwerenność nie tylko poprzez wybory do parlamentu (Riigikogu), ale przy pomocy instytucji referendum (§ 56). Referendum ma zawsze moc wiążącą, lecz decyzją parlamentu pozostaje, czy zostanie ono przeprowadzone. Riigikogu może poddać pod referendum projekt ustawy lub inne zagadnienie państwowe (§ 105 ust. 1). Nawiązaniem do konstytucji z 1920 r. jest przepis mówiący, że jeżeli projekt ustawy nie zostanie zaakceptowany przez obywateli w referendum, wówczas prezydent ma obowiązek rozwiązać parlament i zarządzić przedterminowe wybory (§ 105 ust. 4).
W części mówiącej o podstawowych prawach, wolnościach i obowiązkach (rozdz. II) konstytucja wzorowana jest na Europejskiej Konwencji Praw Człowieka. Jeśli chodzi o prawa ekonomiczne i socjalne, wyróżnia się spośród innych ustaw zasadniczych regionu. Nie przyznaje ona tak wielu praw socjalno-ekonomicznych, wyrażając się w tej dziedzinie bardzo ostrożnie. Gwarantuje prawo do ochrony zdrowia (brak jednak konkretnego wyliczenia tych praw – § 28 ust. 1), prawo do pomocy państwa na wypadek starości, utraty żywiciela lub ubóstwa, niezdolności do pracy (§ 28 ust. 2), prawo do nauki (bezpłatna i obowiązkowa oświata dla dzieci w wieku szkolnym – § 37). Brak w niej gwarancji prawa do pracy. Państwo jest jedynie zobowiązane do „pomagania szukającym pracy” (§ 29).
Odmienność konstytucji Estonii zaznacza się w postanowieniach mówiących o obywatelstwie i języku. Jest ona spowodowana najnowszą historią tego kraju i wynikającymi z niej sytuacjami (liczna mniejszość rosyjska). Obywatelstwo Estonii ma określać ustawa (§ 8 ust. 4), także posługiwanie się językami mniejszości w postępowaniu sądowym i policyjnym pozostawiono ustawie (§ 52 ust. 3). Zapewnia jednak mniejszościom prawo do tworzenia instytucji samorządowych (§ 50).
Zmiana postanowień konstytucji może mieć miejsce na trzy sposoby. Pierwsza z nich polega na uchwaleniu projektu bezwzględną większością przez parlament i poddaniu go referendum. Jest to jedyny sposób zmiany zasad ogólnych i postanowień o trybie zmiany konstytucji.
Ogólnie rzecz biorąc, w swych postanowieniach ogólnych konstytucja Estonii opiera się na zachodnioeuropejskich standardach praw człowieka, posiada również cechy typowe dla wielu państw byłego bloku wschodniego. Nawiązuje też w niektórych swych przepisach do poprzednich konstytucji Estonii – z lat 1920 i 1938.

## Ustrój terytorialny
Republika Estońska jest państwem unitarnym. Podzielona jest na 15 okręgów administracyjnych (maakonnad) i 6 okręgów miejskich. Okręgi administracyjne to: Hiuma, Harju, Ida Viru, Järva, Jõgeva, Lääne, Lääne Viru, Põlva, Pärnu, Rapla, Saare, Tartu, Valga, Viljandi i Võru. W kraju występują ponadto trzy rodzaje jednostek administracyjno-terytorialnych: gminy, miasta i powiaty. Samorząd lokalny tworzony jest w miastach i gminach, które tworzą powiaty. Te są natomiast zarządzane przez administrację państwową. Materię tę reguluje ustawa o administracyjno-terytorialnym ustroju Estonii (z 22 lutego 1995 r.).
Organami samorządu jest Zgromadzenie oraz Magistrat. W określonych sytuacjach wykorzystywane są także instytucje demokracji bezpośredniej.
Zgromadzenie powoływane jest w powszechnych wyborach na 3 lata. Liczebność jego członków jest ustalana proporcjonalnie do liczby mieszkańców danego obszaru, nie może jednak być mniejsza niż 7 osób. Wszyscy członkowie Zgromadzenia otrzymują mandat wolny – nie mogą być więc odwołani przez wyborców. Taka sytuacja może nastąpić tylko w określonych przez ustawę okolicznościach i doprowadza do odwołania wszystkich członków naraz. Pracami Zgromadzenia kieruje przewodniczący. Organ obraduje na jawnych posiedzeniach, może też powoływać komisje.
Organem wykonawczym Zgromadzenia jest Magistrat. Jest on też przez Zgromadzenie powoływany. Na czele Magistratu stoi mer miasta lub wójt gminy. Do kompetencji Magistratu należy m.in.: przygotowywanie spraw dla obrad Zgromadzenia, wdrażanie podjętych przez nie decyzji, a także wszystkie działania, które nie zostały zarezerwowane dla Zgromadzenia.
Nad prawidłowością prac Zgromadzenia i Magistratu czuwa, powoływana przez Zgromadzenie na 2 lata komisja rewizyjna.
Obywatele mają prawo występować z inicjatywą ludowoustawodawczą. Z projektem aktu prawnego może wystąpić co najmniej 1% mieszkańców gminy (ale nie mniej niż 5 osób) posiadających prawa wyborcze. Każdy obywatel jest ponadto uprawniony do zażądania unieważnienia wdrożonego w życie aktu, jeżeli jego przepisy bezprawnie naruszają prawa obywatela.
Samorządy lokalne mogą część swoich kompetencji przekazać utworzonemu przez siebie Związkowi Jednostek Samorządowych. Związek taki może zawierać umowy z organami centralnymi, a także może być członkiem organizacji międzynarodowych. Samorządy lokalne nie mogą natomiast przekazywać kompetencji instytucjom rządowym. Nadzór finansowy nad samorządami sprawuje kontrola państwowa, natomiast nadzór prawny sprawowany jest przez Kanclerza Sprawiedliwości.
Na szczeblu powiatu przedstawicielem samorządów jest Zgromadzenie Powiatowe. Starosta powiatowy mianowany jest przez rząd po uprzedniej akceptacji Zgromadzenia.

## Zgromadzenie Państwowe

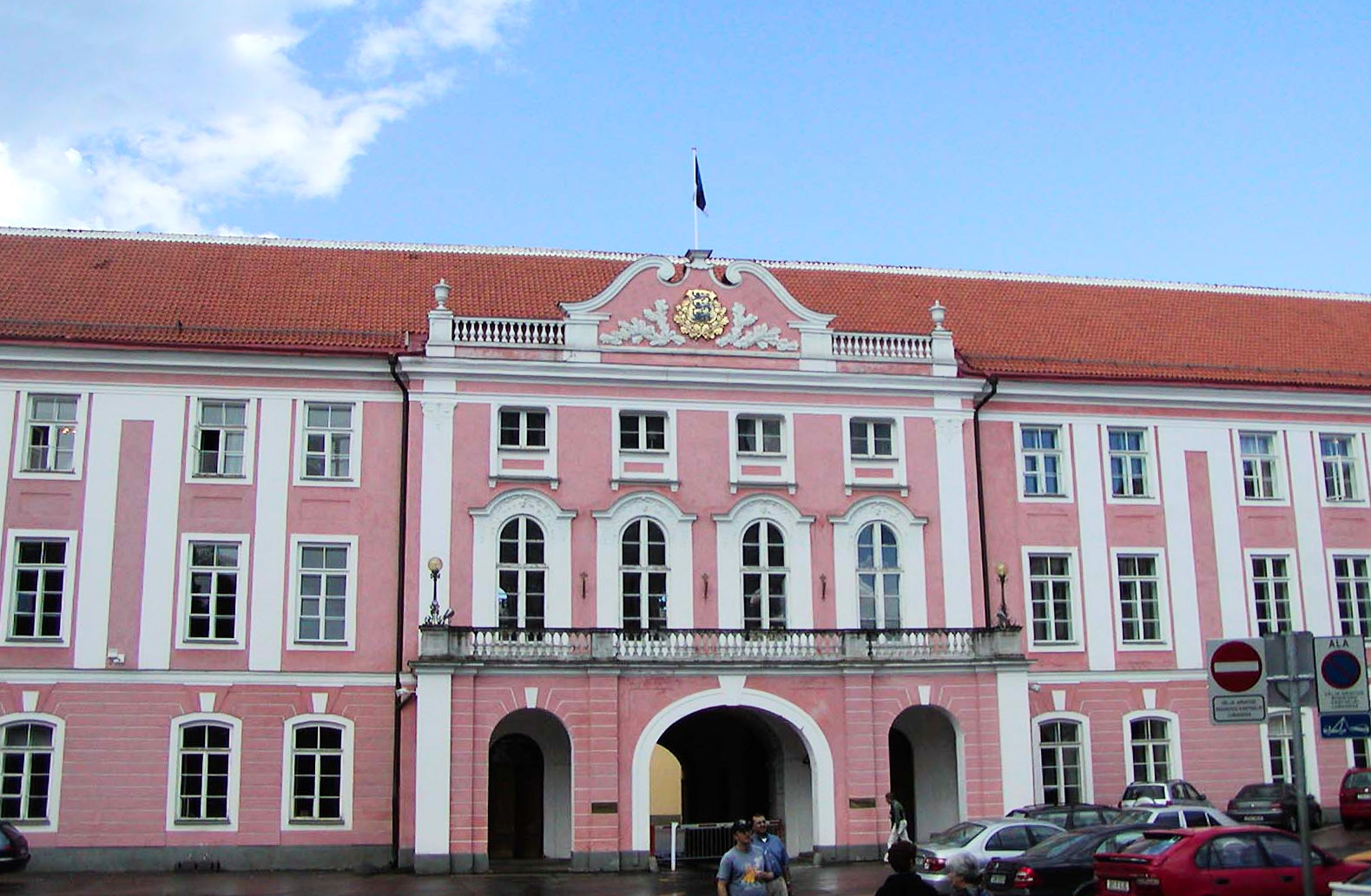
Budynek estońskiego parlamentu w Tallinnie

Estoński parlament – Zgromadzenie Państwowe (Riigikogu) składa się ze 101 deputowanych, wybieranych w wyborach pięcioprzymiotnikowych: równych, wolnych, powszechnych, bezpośrednich i tajnych. Kadencja wynosi 4 lata. Mandaty rozdzielane są przy pomocy metody d’Hondta.
Podstawową rolą parlamentu jest uchwalanie ustaw oraz udzielanie pełnomocnictw do tworzenia rządu desygnowanemu przez prezydenta kandydatowi na premiera. Parlament może także kontrolować działalność rządu, poprzez instytucję wotum nieufności wobec rządu lub poszczególnych ministrów.
Parlament wybiera również prezydenta oraz zatwierdza budżet państwa (przyjmuje także sprawozdanie z jego realizacji). W określonych przez konstytucję sytuacjach, Zgromadzenie Państwowe wyłania także kandydata na premiera.

## System wyborczy
Deputowani wyłaniani są w pięcioprzymiotnikowych wyborach. Mandaty rozdzielane są w systemie proporcjonalnym, dla każdego okręgu wyborczego oblicza się tzw. liczbę prostą, która powstaje przez podzielenie ważnych głosów przez przypadające na dany okręg mandaty. Kandydat zostaje wybrany, jeżeli liczba oddanych na niego głosów jest większa lub równa liczbie prostej. Pozostałe mandaty (kompensacyjne) rozdzielane są z wykorzystaniem zmodyfikowanej metody d’Hondta. Próg wyborczy wynosi 5%.
Czynne prawo wyborcze wynosi w Estonii 18 lat, a bierne – 21.

## Prezydent
Wybierany jest przez parlament na kadencję trwającą 5 lat. Wymagane jest, aby kandydat na prezydenta miał minimum 40 lat. Prezydent nie ponosi odpowiedzialności politycznej, ale na wniosek Kanclerza Sprawiedliwości może być pociągnięty do odpowiedzialności karnej.
Uczestniczy w obsadzeniu urzędu premiera i innych stanowisk rządowych, wskazuje kandydata na Kontrolera Państwowego i Kanclerza Sprawiedliwości, powołuje sędziów Sądu Państwowego. W ściśle określonych przez konstytucję przypadkach ma prawo lub obowiązek rozpisać przedterminowe wybory parlamentarne.
Do roku 1934 głowa państwa nosiła w Estonii tytuł Starszego Państwa – est. Riigivanem.

### Lista prezydentów Estonii
|    | Imię i nazwisko               | Rozpoczął urzędowanie | Zakończył urzędowanie | Partia                                    |
| -- | ----------------------------- | --------------------- | --------------------- | ----------------------------------------- |
| 1  | Ants Piip                     | 21 listopada 1920     | 25 stycznia 1921      | Estońska Partia Pracy                     |
| 2  | Konstantin Päts               | 25 stycznia 1921      | 21 października 1922  | Unia Chłopska                             |
| 3  | Juhan Kukk                    | 21 października 1922  | 2 sierpnia 1923       | Estońska Partia Pracy                     |
|    | Konstantin Päts (drugi raz)   | 2 sierpnia 1923       | 26 marca 1924         | Unia Chłopska                             |
| 4  | Friedrich Akel                | 26 marca 1924         | 16 listopada 1924     | Estońska Partia Ludowa                    |
| 5  | Jüri Jaakson                  | 16 listopada 1924     | 15 listopada 1925     | Estońska Partia Ludowa                    |
| 6  | Jaan Teemant                  | 15 listopada 1925     | 9 listopada 1927      | Unia Chłopska                             |
| 7  | Jaan Tõnisson                 | 9 listopada 1927      | 4 listopada 1928      | Estońska Partia Ludowa                    |
| 8  | August Rei                    | 4 listopada 1928      | 9 lipca 1929          | Estońska Socjalistyczna Partia Robotnicza |
| 9  | Otto Strandman                | 9 lipca 1929          | 12 lutego 1931        | Estońska Partia Pracy                     |
|    | Konstantin Päts (trzeci raz)  | 12 lutego 1931        | 19 lutego 1932        | Brak                                      |
|    | Jaan Teemant (drugi raz)      | 19 lutego 1932        | 19 lipca 1932         | Unia Chłopska                             |
| 10 | Kaarel Eenpalu                | 19 lipca 1932         | 1 listopada 1932      | Unia Chłopska                             |
|    | Konstantin Päts (czwarty raz) | 1 listopada 1932      | 18 maja 1933          | Brak                                      |
|    | Jaan Tõnisson (drugi raz)     | 18 maja 1933          | 21 października 1933  | Chrześcijańska Partia Ludowa              |
|    | Konstantin Päts (piąty raz)   | 21 października 1933  | 24 stycznia 1934      | Brak                                      |

|   | Imię i nazwisko | Rozpoczął urzędowanie | Zakończył urzędowanie | Partia |
| - | --------------- | --------------------- | --------------------- | ------ |
| 1 | Konstantin Päts | 24 kwietnia 1938      | 23 czerwca 1940       | Brak   |

|   | Imię i nazwisko      | Rozpoczął urzędowanie | Zakończył urzędowanie | Partia                     |
| - | -------------------- | --------------------- | --------------------- | -------------------------- |
| 2 | Lennart Meri         | 6 października 1992   | 8 października 2001   | Unia Pro Patria            |
| 3 | Arnold Rüütel        | 8 października 2001   | 9 października 2006   | Unia Ludowa Estonii        |
| 3 | Toomas Hendrik Ilves | 9 października 2006   | 10 października 2016  | Partia Socjaldemokratyczna |
| 4 | Kersti Kaljulaid     | 10 października 2016  | 11 października 2021  | Unia Pro Patria            |
| 5 | Alar Karis           | 11 października 2021  |                       | niezależny                 |

## Rząd
Działalność rządu, na czele z premierem, jest ściśle powiązana z parlamentem oraz prezydentem. Dzieje się tak, ponieważ zarówno upłynięcie kadencji głowy państwa, jak i Zgromadzenia Państwowego, a także uchwalenie przez Riigikoku wotum nieufności wobec rządu, automatycznie powoduje jego dymisję.
Procedura powoływania nowego rządu jest dość złożona:
- desygnując kandydata na premiera, prezydent jest w swej decyzji niezależny, ale w praktyce jest niemożliwe przeforsowanie kandydata wbrew stanowisku parlamentu,
- akceptacja kandydata prezydenckiego przez parlament musi nastąpić w ciągu 14 dni,
- w przypadku gdy parlament nie zaakceptował kandydata i gdy prezydent rezygnuje z wysunięcia drugiej kandydatury, jak też wówczas gdy ewentualny drugi kandydat nie uzyskał akceptacji parlamentu, zrezygnował lub nie zdołał skompletować rządu, prawo wskazania kandydata przechodzi na Zgromadzenie Państwowe. Jeżeli i tym razem w ciągu 14 dni się nie uda, prezydent rozpisuje przedterminowe wybory parlamentarne.

W celu zainicjowania procedury wotum nieufności wobec rządu, premiera czy poszczególnych ministrów, konieczny jest pisemny wniosek minimum 1/5 składu parlamentu.

## Sąd Państwowy
Sąd Państwowy to sąd najwyższy realizujący również funkcje właściwe dla trybunałów konstytucyjnych, tzn. na wniosek Kanclerza Sprawiedliwości orzeka o ważności aktów wydanych przez władzę ustawodawczą, wykonawczą lub samorządową. Stwierdza czy są one sprzeczne z konstytucją lub ustawami.
Składa się z sędziów powoływanych przez prezydenta. Stanowisko sędziego jest dożywotnie, a może on zostać pociągnięty do odpowiedzialności tylko na wniosek Kanclerza Sprawiedliwości i za jednoczesną zgodą parlamentu.

## Kanclerz Sprawiedliwości
Powoływany jest na 7 lat przez parlament. Jest to wysoki urzędnik państwowy, cechujący się przede wszystkim niezawisłością, który stoi na straży hierarchicznej zgodności aktów prawnych. Zobowiązany jest on do analizowania wszystkich nowych aktów prawnych, jak również zmian i uzupełnień starych oraz do rozpatrywania kwestii powstających na gruncie funkcjonowania urzędów państwowych.
Dodatkowe kompetencje to dysponowanie wnioskiem o pociągnięcie do odpowiedzialności karnej prezydenta, członków rządu, Kontrolera Państwowego, przewodniczącego Sądu Państwowego oraz deputowanych.

## Kontrola Państwowa
Jest to niezależny organ państwowy, powoływany dla nadzoru nad działalnością gospodarczą państwa. Na jego czele stoi Kontroler Państwowy, powoływany przez parlament na 5-letnią kadencję.